# Гуайта, Энрике
Энри́ке Лу́кас Гонса́лес Гуа́йта (исп. Enrique Lucas Gonzales Guaita, испанское произношение: [enˈrike ˈɣwajta]; 15 июля 1910, Лукас-Гонсалес, департамент Ногоя — 10 мая 1959, Буэнос-Айрес), в Италии выступал под именем Энри́ко Гуа́йта (итал. Enrico Guaita, итальянское произношение: [enˈriːko ˈɡwaita]) — аргентинский и итальянский футболист, нападающий. Чемпион мира 1934.

## Карьера
Энрике Лукас Гонсалес Гуайта родился 15 июля 1910 в департаменте Ногоя, провинции Энтре-Риос в семье мигрантов из Ломбардии. Отец Энрике, Лукас Гонсалес, был футболистом, выступал в молодёжном составе «Расинга», но в главную команду так и не попал. Отец хотел реализовать свою мечту в сыне: в юношеском возрасте Луис Гонсалес отвел Энрике в клуб «Эстудиантес», в который Гуайта был принят, выступая в молодёжном составе команды.
12 апреля 1928 год, в возрасте 17-ти лет, Гуайта дебютировал в первой команде клуба в игре против «Индепендьенте», первая игра в «основе» вышла впечатляющей, Гуайта забил три мяча, а команды разошлись миром — 4:4. Таким образом Гуайта сразу стал игроком основы «Эстудиантеса», являя собой важную часть знаменитой атакующей линии команды, состоящей из Альберто Сосаи, Мануэля Феррейры, Мигеля Лаури, Алехандро Скопелли и самого Гуайты. Несмотря на великолепное нападение, в те годы «Эстудиантес» так и не стал чемпионом, довольствовавшись вторым местом в 1930 и третьим в 1931 году.

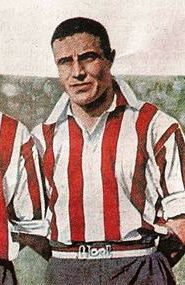
Гуайта в 1931 году

В 1933 году, Гуайту, как и многих других аргентинцев, пригласили в Италию в «Рому». Это вызвало сильные протесты тиффози «Эстудиантеса», которые не хотели отпускать своего лучшего бомбардира на Апеннины. Но Гуайта согласился, в основном по финансовым причинам: в Аргентине его заработная плата была 350 песо, а в Италии ему предложили значительно больше — 1600 песо, тем более что этого перехода жаждал президент «Эстудиантеса» Никола Ломбардо, самостоятельно выезжавший в Рим договариваться об условиях сделки с боссом римского клуба Ренато Сачердоти. 1 мая 1933 года в 6 утра Гуайта, вместе с двумя аргентинскими игроками Скопелли и Станьяро, впервые вышел на берег Италии с корабля, приплывшего из Аргентины, через несколько дней он был уже в Риме, где аргентинских звёзд встречала большая толпа поклонников «Ромы» и журналистов различных изданий. Первую свою игру за «Рому» Гуайта сыграл в товарищеском матче с «Баварией», завершившемся со счетом 4:3, игру Гуайты пресса назвала медлительной, а самого Гуайту неповоротливым. Первый официальный выход Гуайты на поле пришёлся на стартовую игру итальянского чемпионата 10 сентября, в котором «Роме», в гостевом матче, противостояла «Брешия», и в этом матче игра Гуайты, как и самой «Ромы», оставила много вопросов, римский клуб проиграл 0:1. Но следующий матч уже изменил мнение о Гуайте, 24 сентября «Рома» играла против «Фиорентины» и победила 3:1, два мяча забил Гуайта, на той игре присутствовал Витторио Поццо, тогдашний тренер сборной Италии, приметивший футболиста.
Для того времени было обычным присутствие иностранных футболистов в национальной сборной, Гуайту пригласили в первую итальянскую команду в 1934 году, его дебют состоялся 11 февраля в Турине, где итальянцы принимали Австрию. Италия в той игре победила 4:2, а два гола забил левый форвард итальянцев Гуайта. Этот успех и 14 голов в 32-х матчах в чемпионате позволили Гуайте поехать со сборной Италии на чемпионат мира 1934, в котором Италия стала чемпионом мира, а Гуайта забил один мяч в важнейшей полуфинальной игре против австрийской «Вундертим», который позволил итальянцам выйти в финал, где они обыграли в дополнительное время команду Чехословакии.
После чемпионата мира Гуайта продолжил играть за «Рому» и провёл лучший сезон в своей карьере, забив 28 мячей в 29 матчах и став лучшим бомбардиром чемпионата Италии со средней результативностью 0,965 гола за матч.
Осенью 1935 года в Италии начался военный призыв мужского населения, все газеты писали о готовящейся Итало-эфиопской войне. 19 сентября 1935 года трёх римских аргентинцев, Гуайту, Скопелли и Станьяро, забрали в казарму для подготовки к военной службе. Аргентинцы покинули казарму, потом сели в такси, где их ждал спортивный директор «Ромы» Бьянконе, там они обсудили сложившуюся ситуацию:
— «Мы останемся в Риме?»
— «Конечно, как и все другие футболисты „Ромы“».
— «Они не пошлют нас в Африку?»
— «Будьте спокойны, Италия справится и без вас».
— «Это вам спокойно, мы же не хотим воевать за Италию, нам надо посоветоваться с аргентинским консульством. Может, они подскажут нам возможность, как не брать в руки оружие».

Бьянконе оставил их у стен консульства, сказав, чтобы они приезжали на вечернюю тренировку. Вечером на тренировку аргентинцы не явились, тренер «Ромы» Барбесино не беспокоился, думая, что они задержались в консульстве. Вечером следующего дня в «Рому» поступает звонок о том, что аргентинцы с семьями сбежали. Их начинают преследовать, но поздно, выяснилось, что они на автомобиле Lancia Dilambda доехали до Ла Специи, потом на поезде от Санта Маргериты Лигуре доехали до Вентимильи, где перешли границу Франции и оттуда уплыли на пароходе в Южную Америку. Газеты назвали их «три предателя», а официальные власти обвинили в незаконном вывозе валюты, чтобы не дать возможность вернуться в Италию. Бегство трёх звезд «Ромы» оставило римский клуб почти без нападающих.
После бегства из Италии Гуайта выступал за клуб «Расинг», а завершил карьеру в родном «Эстудиантесе».
После окончания карьеры футболиста Гуайты работал на административных должностях в Южной футбольной лиге, в которой был президентом с 1953 по 1956 годы.
Энрике Гуайта умер 18 мая 1959 в возрасте 48 лет.

## Достижения

### Командные
Сборная Италии
- Чемпион мира: 1934
- Обладатель Кубка Центральной Европы: 1933—1935

Сборная Аргентины
- Обладатель Кубка Америки: 1937

### Личные
- Лучший бомбардир чемпионата Италии: 1934/35 (28 мячей)